# Ornitin
Az ornitin nem proteinogén α-aminosav a karbamidciklusban fontos szereppel. Abnormális emelkedése látható ornitin-transzkarbamiláz-hiány esetén. A belőle származó gyök az ornitil.

## Előállítás
Az l-ornitint először Max Jaffé állította elő 1877-ben tyúkürülékből. In vivo az argináz állítja elő l-argininből karbamid melléktermékkel.

## Szerepe a karbamidciklusban
Az l-ornitint az argináz állítja elő l-argininből. Így az ornitin a karbamidciklus fontos része, mely lehetővé teszi a nitrogénfelesleg eltávolítását. Az ornitin újrahasznosuló katalizátor. Először az ammóniát karbamoil-foszfáttá (H2NC(O)OPO2−3) alakítja a karbamoil-foszfát-szintetáz. Az ornitin-transzkarbamiláz a karbamoil-foszfát és az ornitin reakcióját katalizálja, citrullint és foszfátot (Pi) létrehozva. Újabb aminocsoport kerül fel az aszpartátból, arginint és fumarátot létrehozva. Az így keletkező arginin, mely guanidinszármazék, ornitinná hidrolizálódik, karbamidot létrehozva. Ez az ammónia és az  aszpartát nitrogénjeit használja, az ornitin nitrogénje érintetlen.

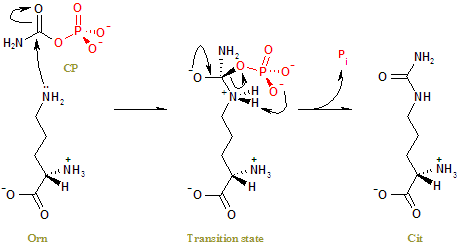
Reakciómechanizmus: az ornitin (Orn) oldallánc-aminocsoportja a karbamoil-foszfát (CP) karbonilcsoportját támadó nukleofil (balra), tetraéderes köztitermék jön létre (középen), a töltésátrendeződés citrullint (Cit) és foszfátot hoz létre (jobbra).

Az ornitint nem kódolja DNS, így nem proteinogén. Azonban emlősökben a májon kívül a karbamidciklus fő szerepe az arginin-bioszintézis, így a metabolikus folyamatok köztitermékeként az ornitin fontos.

## További reakciói
Az ornitin az ornitin-dekarboxiláz (EC 4.1.1.17) révén a poliaminok, például a putreszcin szintézisének kiindulópontja.
A baktériumok, például az Escherichia coli az ornitint l-glutaminsavból előállíthatják.

Ornitinlaktamizáció

## Kutatás

### Edzési fáradtság
Az l-ornitin megszünteti a fáradtságot egy ciklusergométeres placebokontrollált tanulmány szerint. Ez alapján az l-ornitin csökkenti a fáradtságot az energiafogyasztás hatékonyságának növelésével és az ammóniaürítés segítésével.

### Étrend-kiegészítő súlyemeléshez
Az aminosav-kiegészítőket, beleértve a l-ornitint, gyakran hirdetik testépítőknek és súlyemelőknek a humán növekedési hormon (HGH) szintjének, az izomtömeg és az erő növelését állítva. Egy 1993-as 4 napos klinikai tanulmány szerint az l-ornitin l-argininnel és l-lizinnel együtt napi 2 g tömegben nem növelte a HGH-t. Egy e témáról szóló 2002-es elemzés szerint „az egyes aminosavak használata a sportolók GH-felszabadítás-növeléséhez nem ajánlott”.

### Cirrózis
Az l-ornitin-l-aszpartát (LOLA), az aszparaginsav és ornitin stabil sója használatos a cirrózis és a májenkefalopátia kezelésére.

## Fordítás
Ez a szócikk részben vagy egészben  az   Ornithine című angol Wikipédia-szócikk ezen változatának fordításán alapul.  Az eredeti cikk szerkesztőit annak laptörténete sorolja fel. Ez a jelzés csupán a megfogalmazás eredetét és a szerzői jogokat jelzi, nem szolgál a cikkben szereplő információk forrásmegjelöléseként.